# هربرت إل. هولمز
هربرت إل. هولمز (بالإنجليزية: Herbert L. Holmes)‏ هو سياسي أمريكي، ولد في 29 مايو 1853، وتوفي في 31 أغسطس 1922.